# Artur Gadowski

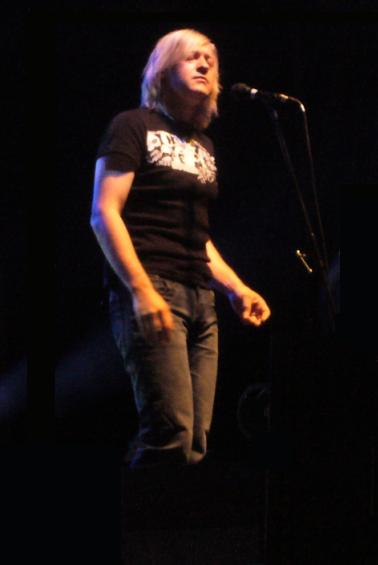
Artur Gadowski w trakcie koncertu z zespołem IRA (2007)

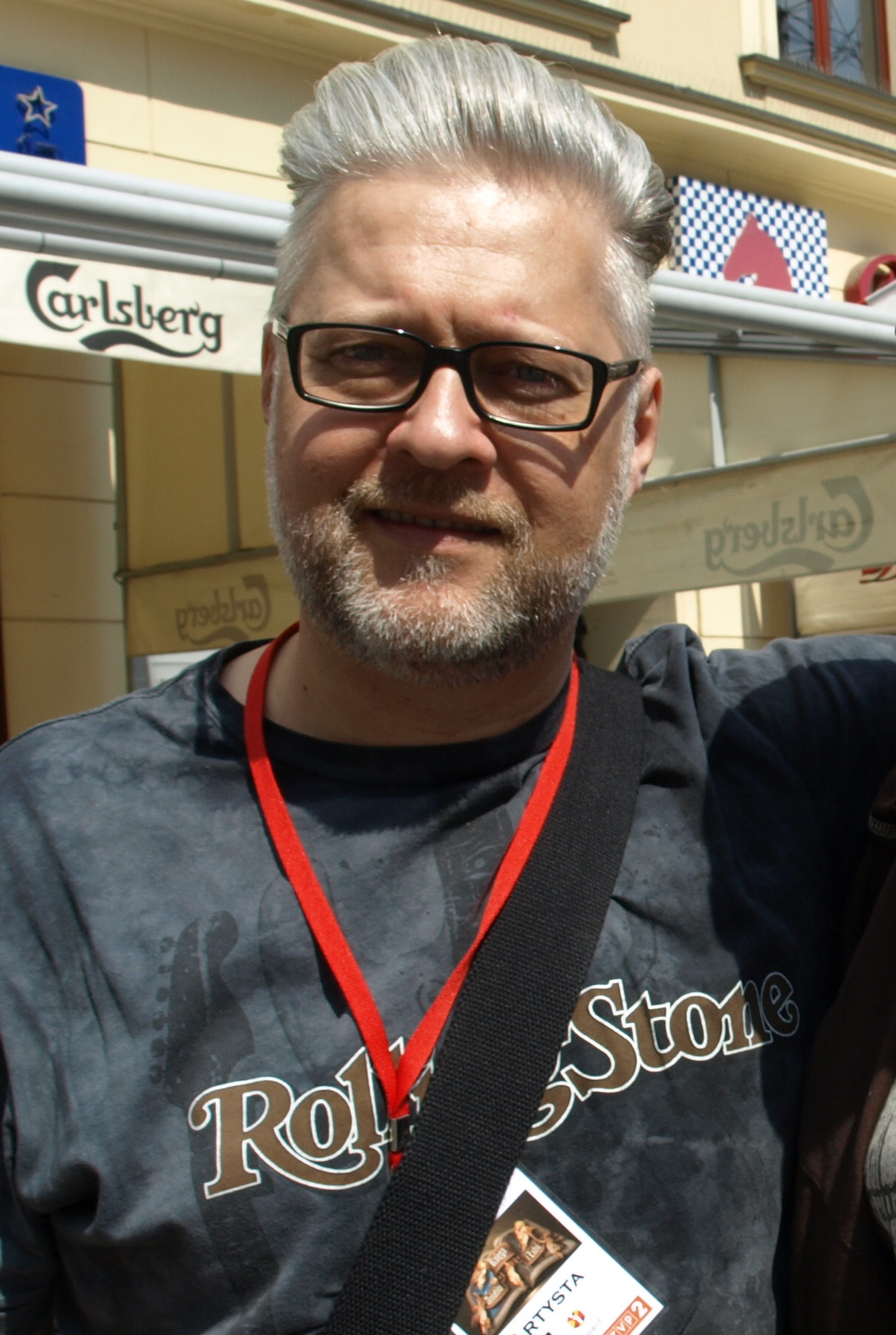
Artur Gadowski (2014)

Artur Dionizy Gadowski (ur. 1 czerwca 1967 w Szydłowcu) – polski muzyk rockowy, wokalista zespołu Ira.

## Życiorys
Jest synem Dionizego i Marianny Gadowskich. Jego ojciec był flecistą, a po ukończeniu Konserwatorium Muzycznego grał na saksofonie, a matka była instruktorką śpiewu. Ma młodszego o pięć lat brata Rafała. Ukończył szkołę podstawową oraz średnią szkołę zawodową w Radomiu. Będąc dzieckiem, zaczął uczyć się gry na gitarze. Z wykształcenia jest jubilerem. 
W 1985 wraz z kolegami ze szkoły założył zespół Kurcze Blade, który po niecałym roku działalności się rozpadł. Następnie założył zespół Landrynki dla dziewczynki, w którym początkowo grał na gitarze, a następnie zajął miejsce wokalisty Dariusza Śniocha, gdy ten został powołany do wojska. Grupa wylansowała przebój „Piosenka”, którego tekst oparty był na wierszu Konstantego Ildefonsa Gałczyńskiego. W 1986 grupa zgłosiła się do udziału na Festiwalu w Jarocinie, ale bez powodzenia. W maju 1987 zdobył z zespołem nagrodę na Przeglądzie Kapel Rockowych w klubie „Mewa” w Radomiu. Jednym z jurorów konkursu był Kuba Płucisz, który w październiku 1987 zaproponował Gadowskiemu współpracę w formującym się zespole Ira. Po skompletowaniu składu grupa rozpoczęła próby w amfiteatrze w Radomiu. Występowali na ogólnopolskich przeglądach i festiwalach, zdobywając na nich wyróżnienia oraz nagrody. Po jednym z koncertów otrzymali zaproszenie do występu na 25. Krajowym Festiwalu Piosenki Polskiej w Opolu, na którym wystąpili w czerwcu 1988, a Gadowski otrzymał festiwalową nagrodę dla młodego adepta sztuki estradowej. W tym czasie pracował jako referent ds. administracyjnych w Radomskim Ośrodku Kultury.
W grudniu 1989 wydał z Irą debiutancki album pt. Ira, a także odbył trasę po Polsce oraz krajach byłego ZSRR. W pierwszej połowie lat 90. muzycy Iry stawali się coraz popularniejsi w Polsce. Największy sukces komercyjny zapewnił im drugi album pt. Mój dom. W kolejnych latach Gadowski z Irą regularnie nagrywał i wydawał następne albumy (w tym m.in. studyjny 1993 rok oraz koncertowy Ira Live). Zespół koncertował w Polsce, grając rocznie ponad 150 koncertów, wspierał też wiele rockowych oraz hardrockowych zagranicznych zespołów, m.in. w maju 1994 zagrał przed koncertem Aerosmith. W drugiej połowie lat 90. zespół popadał w kryzys, coraz mniej koncertował, a nagrane kolejne dwa krążki nie osiągnęły sukcesu komercyjnego, co poskutkowały zawieszeniem działalności Iry we wrześniu 1996.
Po zawieszeniu działalności zespołu rozpoczął karierę solową i podpisał kontrakt z wytwórnią fonograficzną BMG Poland. Pierwszy album Gadowskiego miał ukazać się w październiku 1996, ale materiał nagrany na płytę nie spełnił oczekiwań wokalisty, a taśmy z nagranym materiałem zostały wyrzucone. W kwietniu 1997 na zaproszenie Marka Kościkiewicza zaśpiewał piosenkę „Szczęśliwego Nowego Jorku”, która stała się piosenką przewodnią filmu o tym samym tytule. We wrześniu rozpoczął pracę nad nagraniem solowej płyty, zatytułowanej po prostu Artur Gadowski, która ukazała się 20 kwietnia 1998 i zawierała 10 kompozycji z 30 nagranych, w tym piosenkę „Wszystko jedno jak”, którą Gadowski zarejestrował już podczas sesji nagraniowej w 1996. Płytę promował m.in. utworami „Ona jest ze snu” i „Szczęśliwego Nowego Jorku”, które stały się przebojami i podbiły listy przebojów w Polsce. Do obu utworów powstały także teledyski. W tym samym roku wystąpił na 35. KFPP w Opolu, gdzie pierwszego dnia zaprezentował się z utworami „Na kredyt” oraz „Szczęśliwego Nowego Jorku”, a następnego dnia wykonał utwór Czerwonych Gitar „Biały krzyż”. W tym czasie współpracował też z innymi artystami, m.in. ze Zbigniewem Hołdysem. 30 września wystąpił w warszawskiej Stodole w roli supportu przed gitarzystą zespołu Queen, Brianem Mayem. Występował też na benefisach: 26 września 1998 zaśpiewał w duecie z Anną Marią Jopek na benefisie George’a Gershwina, a dwa dni później wykonał „Mszę beatową” na benefisie Katarzyny Gaertner w Krakowskim Teatrze STU, poza tym 1 maja 1999 wykonał piosenkę „Trzynastego” na benefisie Ryszarda Poznakowskiego. 16 grudnia wystąpił w Sali Kongresowej w Warszawie wraz ze Zbigniewem Hołdysem, gdzie wykonał „Autobiografię” oraz „Niewiele ci mogę dać” z repertuaru grupy Perfect.
W lutym 2000 zajął się tworzeniem oprawy muzycznej do programów: Ferie z 2, Mogę wszystko i Wakacje z 2. Miesiąc później wydał drugi solowy album pt. G.A.D., na którym znalazły się piosenki skomponowane przez Marka Tyspera z tekstami Krzysztofa Jaryczewskiego. W marcu wystąpił w roli supportu przed Joe Cockerem w Warszawie oraz Poznaniu, a w kwietniu ukazała się limitowana edycja płyty G.A.D., zawierająca dodatkowo dołączone w formie singla akustyczne wersje piosenek „Inny wymiar”, „Stoisz obok mnie”, „Poziom wód”, „Wish You Were Here” (z repertuaru Pink Floyd) oraz „What a Wonderful World” (z repertuaru Louisa Armstronga). Z powodu słabego zainteresowania płytą oraz niezbyt dużą liczbą zaplanowanych koncertów, Gadowski wraz z Piotrem Sujką i Wojciechem Owczarkiem wyleciał do USA, gdzie pracował jako malarz pokojowy, a w wolnych chwilach ćwiczył z kolegami stary repertuar Iry. Na przełomie maja i czerwca 2000 koncertował ze Zbigniewem Hołdysem po USA. W sierpniu 2000 premierę miał utwór „Najlepsi z najlepszych”, który nagrał wspólnie z Grzegorzem Markowskim oraz Ryszardem Rynkowskim i który został zatwierdzony przez sztab olimpijski jako hymn polskiej reprezentacji na Igrzyska Olimpijskie w Sydney. W listopadzie poinformowano, że miał zostać nowym wokalistą Oddziału Zamkniętego, jednak ostatecznie nie doszło do finalizacji pomysłu. Z zespołem nagrał jedynie utwór „Niepotrzebnie”, który znalazł się później na płycie zespołu pt. Co na to ludzie?. 4 stycznia 2001 wziął udział w nagraniu piosenki „Serce sercu” m.in. z grupą Ha-Dwa-O! i Małgorzatą Ostrowską. W 2002 wyprodukował płytę Szymona Wydry i Carpe Diem pt. Teraz wiem.
W czasie pobytu w USA wraz z Piotrem Sujką i Wojciechem Owczarkiem zatrudnili gitarzystę Tomasza Ciastko, z którym zaczęli występować w amerykańskich klubach, gdzie wykonywali piosenki z repertuaru Iry. Po powrocie do Polski reaktywował zespół, początkowo jako „Artur Gadowski i Ira”. W 2003 wraz z Irą zagrał w Radomiu podczas jubileuszowego koncertu z okazji 15-lecia istnienia grupy. Pod koniec 2004 zaczął mieć problemy z głosem, która doprowadziły do zabiegu operacyjnego, który odbył się 18 października – wokaliście usunięto przerośnięte wole tarczycy. Podczas operacji nastąpiły poważne komplikacje, Gadowski był nieprzytomny dwie doby, ale dosyć szybko odzyskał głos oraz siły.
W 2006 powrócił do koncertowania z Irą. W maju zagrali na Juwenaliach, a w październiku świętowali 18-lecie istnienia koncertem w krakowskim klubie „Studio”. W tym czasie Gadowski wystąpił gościnnie w teledysku Sebastiana Piekarka do piosenki „Bruk”. 16 kwietnia 2007 premierę miał album Sebastiana Piekarka pt. Human, na którym zaśpiewał. Również w 2007 wystąpił na Rynku Głównym w Krakowie na Festiwalu Zaczarowanej Piosenki organizowanym przez Annę Dymną oraz na koncercie „Breakout Festiwal” w Rzeszowie, który był poświęcony pamięci Miry Kubasińskiej oraz Tadeusza Nalepy. Poza tym 21 września wystąpił na uroczystości Miss Polonia 2007 z nową wersją utworu „Ona jest ze snu”. 15 października był gościem programu Weekend z Gwiazdą, który został nakręcony na lotnisku Stansted w Londynie. 12 listopada wystąpił podczas ceremonii wręczenia „Róż Gali”, na której wykonał utwór „Freedom” wraz z Andrzejem Piasecznym i Łukaszem Zagrobelnym. 15 grudnia wystąpił w toruńskiej „Od nowie” na koncercie poświęconym pamięci Grzegorza Ciechowskiego.
28 stycznia 2008 premierę miała debiutancka płyta zespołu Nefer, na której znalazł się m.in. utwór „Samotni w sieci”, zaśpiewany przez Gadowskiego w duecie z wokalistą grupy. Latem 2009 wystąpił na koncercie jubileuszowym 40-lecia Festiwalu Woodstock podczas XV Przystanku Woodstock, na którym wykonał utwór Boba Dylana „Knockin’ on Heaven’s Door” w towarzystwie chóru Mazowieckiego Teatru Muzycznego Operetki Warszawskiej. 26 listopada wystąpił w Sali Kongresowej w Warszawie podczas koncertu „Magia obłoków” poświęconemu pamięci Marka Grechuty. 18 stycznia 2010 wystąpił w koncercie „60 lat minęło” z okazji jubileuszu WFDiF, na którym wykonał utwór „Szczęśliwego Nowego Jorku”. 30 grudnia w Sali Kongresowej w Warszawie miała miejsce premiera widowiska muzycznego Krzyżacy, w którym Gadowski wystąpił w roli króla Władysława Jagiełły i wykonał dwie piosenki: „Tutaj jest Polska” i „Śnił mi się sen” (duet z Cezarym Studniakiem). W październiku 2012, po niemal rocznej współpracy, ukazała się płyta Klary Jędrzejewskiej pt. Away, wyprodukowana przez Gadowskiego w studio MSG w Łodzi. W tym samym roku nagrał piosenkę „Wszystko to co mam” z repertuaru Golden Life, która została umieszczona na akustycznym albumie grupy pt. AQQ Akustycznie... Wystąpił także gościnnie na płycie Marka Kościkiewicza wydanej z okazji jubileuszu 25-lecia działalności artystycznej, wykonując utwór „Moje miasto nocą” z repertuaru De Mono.
W 2007 i 2013 wystąpił na Festiwalu Zaczarowanej Piosenki w Krakowie. Od początku 2014 wraz z basistą Hubertem Kozerą realizuje kameralny projekt koncertowy „Artur Gadowski Akustyk Duo”. 31 marca 2014 wydał trzeci solowy album pt. TanGado, który nagrał z zespołem Tangata Quintet.

## Życie prywatne
W wieku 21 lat ożenił się z Barbarą, z którą ma troje dzieci: Wiktorię, Kacpra i Zuzannę. W 2009 poślubił Irminę, z którą ma córkę, Idę. Do 1986 mieszkał w Radomiu, później do 2001 mieszkał w Szydłowcu. Przez krótki okres mieszkał w Warszawie, następnie zamieszkał w Łodzi.

## Nagrody i wyróżnienia
- 1988: nagroda „Młody adept sztuki estradowej” przyznana podczas Festiwalu w Opolu
- 1994: tytuł „Symbol Sexu” przyznany przez program „Rock Noc”
- 2001: nominacja do nagrody Fryderyki 2000 w kategorii „Wokalista”[30]
- 2010: trzy Superjedynki na 47. KFPP w Opolu[31][32].

## Dyskografia

### Albumy
| Tytuł                          | Dane dot. albumu                                         |
| ------------------------------ | -------------------------------------------------------- |
| Artur Gadowski                 | - Data: 20 kwietnia 1998 - Wydawca: Zic Zac/BMG Poland   |
| G.A.D.                         | - Data: 20 marca 2000 - Wydawca: Zic Zac/BMG Poland      |
| TanGado (oraz Tangata Quintet) | - Data: 31 marca 2014 - Wydawca: Agencja Artystyczna MTJ |

### Single
| „Na kredyt”                                              | 1998 | –  | –  | – | –  | Artur Gadowski |
| „Ona jest ze snu”                                        | 1998 | 42 | 17 | – | –  | Artur Gadowski |
| „Szczęśliwego Nowego Jorku”00                            | 1998 | –  | 19 | – | –  | Artur Gadowski |
| „Stoisz obok mnie”                                       | 2000 | –  | 37 | – | –  | G.A.D.         |
| „Inny wymiar”                                            | 2000 | –  | 47 | – | –  | G.A.D.         |
| „Moje prawdy”                                            | 2000 | 50 | –  | – | –  | G.A.D.         |
| Patrycja Markowska – „Ocean” (gościnnie: Artur Gadowski) | 2014 | –  | –  | 2 | 35 | Alter Ego      |
| „– utwór nie był notowany.                               |      |    |    |   |    |                |

### Inne
| Tytuł                                                                         | Rok  | Uwagi                                                                                            | Źródło |
| ----------------------------------------------------------------------------- | ---- | ------------------------------------------------------------------------------------------------ | ------ |
| Piotr Zander – Pora na seks                                                   | 1988 | gościnnie śpiew                                                                                  | [ 40 ] |
| Skawalker – Skawalker                                                         | 1992 | gościnnie śpiew                                                                                  | [ 41 ] |
| Kramer – Tylko Ty                                                             | 1992 | gościnnie śpiew w utworze „Noc”                                                                  | [ 42 ] |
| Piersi – 60/70 Piersi i przyjaciele                                           | 1994 | gościnnie śpiew w utworach „Nikt na świecie nie wie”, „Płonąca stodoła” i „Szanujmy wspomnienia” | [ 43 ] |
| Polska młodzież śpiewa klasyków (kompilacja)                                  | 1999 | wykonanie utworu „Inwokacja”                                                                     | [ 44 ] |
| Zbigniew Hołdys – Hołdys.com                                                  | 2000 | gościnnie śpiew                                                                                  | [ 45 ] |
| Oddział Zamknięty – Co na to ludzie                                           | 2001 | gościnnie śpiew w utworze „Niepotrzebnie (mówisz mi...)”                                         | [ 46 ] |
| W pustyni i w puszczy (ścieżka dźwiękowa)                                     | 2001 | śpiew w utworze „Mama Afryka”                                                                    | [ 47 ] |
| Szymon Wydra & Carpe Diem – Teraz wiem                                        | 2002 | produkcja muzyczna                                                                               | [ 23 ] |
| Zemsta (ścieżka dźwiękowa)                                                    | 2002 | "Oj kot!”                                                                                        | [ 48 ] |
| Ewelina Flinta – Przeznaczenie                                                | 2003 | gościnnie śpiew                                                                                  | [ 49 ] |
| Święta Święta vol.1 (kompilacja)                                              | 2003 | śpiew w utworze „Gloria”                                                                         | [ 50 ] |
| Krzysztof Jaryczewski – Vinyl                                                 | 2004 | gościnnie śpiew w utworze „Siebie masz”                                                          | [ 51 ] |
| Mrowisko – Kawa, Papieros (singel)                                            | 2004 | gościnnie śpiew                                                                                  | [ 52 ] |
| Piotr Zastróżny – Album live in studio                                        | 2005 | gościnnie śpiew                                                                                  | [ 53 ] |
| Największe Polskie Gwiazdy Dla Fundacji (kompilacja)                          | 2005 | śpiew w utworze „Nie jesteś sam”                                                                 | [ 54 ] |
| Święta Święta vol.2 (kompilacja)                                              | 2005 | śpiew w utworze „Daj im znak”                                                                    | [ 55 ] |
| Robert Chojnacki – Saxophonic                                                 | 2006 | gościnnie śpiew w utworze „Janek S”                                                              | [ 56 ] |
| Seba – Human                                                                  | 2007 | gościnnie śpiew                                                                                  | [ 57 ] |
| Nefer – Nefer                                                                 | 2008 | gościnnie śpiew w utworze „Samotni w sieci”                                                      | [ 25 ] |
| Hasiok – Znak niepokoju                                                       | 2009 | gościnnie śpiew w utworze „Nie mam pieniędzy”                                                    | [ 58 ] |
| Breakout Festiwal 2007 – Wysłuchaj mojej pieśni Panie (kompilacja)            | 2009 | wykonanie utworów „Daję ci próg”, „Na drugim brzegu tęczy” i „Koło mego okna”                    | [ 59 ] |
| Krzyżacy; Rock+Opera; Na Podstawie Powieści Henryka Sienkiewicza (kompilacja) | 2011 | wykonanie utworów „Oddajcie ją” i „Śnił mi się sen”                                              | [ 60 ] |
| Andrzej „e-moll” Kowalczyk – Zemollem session                                 | 2011 | gościnnie śpiew                                                                                  | [ 61 ] |
| Golden Life – Aqq                                                             | 2012 | gościnnie śpiew                                                                                  | [ 62 ] |
| Marek Kościkiewicz – 25                                                       | 2012 | gościnnie śpiew                                                                                  | [ 63 ] |
| Klara Jędrzejewska – Away                                                     | 2012 | produkcja muzyczna                                                                               | [ 64 ] |
| Patrycja Markowska – Alter ego                                                | 2013 | gościnnie śpiew w utworze „Ocean”                                                                | [ 65 ] |

## Teledyski
| Tytuł                                                    | Rok  | Reżyseria          | Album                      |
| -------------------------------------------------------- | ---- | ------------------ | -------------------------- |
| „Szczęśliwego Nowego Jorku”                              | 1997 | Marek Kościkiewicz | Artur Gadowski             |
| „Na kredyt”                                              | 1998 | Jerzy Grabowski    | Artur Gadowski             |
| „Ona jest ze snu”                                        | 1998 | Jerzy Grabowski    | Artur Gadowski             |
| „Inny wymiar”                                            | 2000 | Jerzy Grabowski    | G.A.D.                     |
| „Moje prawdy”                                            | 2000 | Jerzy Grabowski    | G.A.D.                     |
| „Wish You were here”                                     | 2001 | Mark Tysper        | G.A.D. – Limitowana edycja |
| Hasiok – „Nie mam pieniędzy” (gościnnie: Artur Gadowski) | 2009 | Sabin Kluszczyński | Znak niepokoju             |
| Patrycja Markowska – „Ocean” (gościnnie: Artur Gadowski) | 2014 | –                  | Alter Ego                  |